# Summer Afternoon 〜backtrack & piano〜
『Summer Afternoon 〜backtrack & piano〜』（サマー・アフターヌーン〜バックトラック&ピアノ〜）は、崎谷健次郎の通算7枚目のインストゥルメンタル・アルバム。2012年7月22日に発売。

## 解説

### 作品構成
- 本作は、崎谷健次郎プロデュースによる本人の歌唱曲に新たにピアノ演奏とコーラスを加えてインストゥルメンタル・アルバムで、『KENJIRO SAKIYA MUSIC BOX vol.1 〜pastel spring〜』に次いで7作目にあたる。2012年7月22日に東京・パークホテル東京で行われる弾き語りライヴ"ART colours Live2012 vol.2 “〜夏の午后〜”"を記念して制作された限定盤である[2]。
- 全曲のコンピューター・プログラミング、ピアノ、コーラスは、崎谷健次郎。

- 夏の午后

通算2枚目のアルバム収録曲で、既発原形を活かしてリアレンジされている。
- 潮騒の時（THE SOUND OF WAVES）

通算5枚目のアルバム収録曲で、既発原形を残してリアレンジされている。
- 夏のポラロイド

通算2枚目のシングル表題曲で、リアレンジされている。
- HEAVENLY SKY

通算13枚目のシングル表題曲で、リアレンジされている。
- 最後の夏の日

通算8枚目のアルバム収録曲で、リアレンジされている。

### 作品制作
- 制作・発売は、IMPRESSIONである。
- レコーディング・エンジニア、ミキシング・エンジニアは崎谷健次郎。マスタリング・エンジニアは、北城浩志である。
- キャッチフレーズは、「夏の午後はこれ!　バックトラックにコーラスをフィーチャリング　ピアノメロで贈る夏のノスタルジー。全5曲収録（インストゥルメンタル）」[3]。
- CDジャケットは、カラー刷りリーフレット2頁。表面が海の見える砂浜を背に、カラーシャツと白色パンツのポケットに手を入れた崎谷が砂浜の手前に停めた白い車越しに振り向いている写真を採用している[4]。デザインは神戸菜美子。
- 2012年5月、翌月にかけて制作された。

## 収録曲
全5曲、作曲 / 編曲：崎谷健次郎
1. 夏の午后
2. 潮騒の時（THE SOUND OF WAVES）
3. 夏のポラロイド
4. HEAVENLY SKY
5. 最後の夏の日